# Bucheon

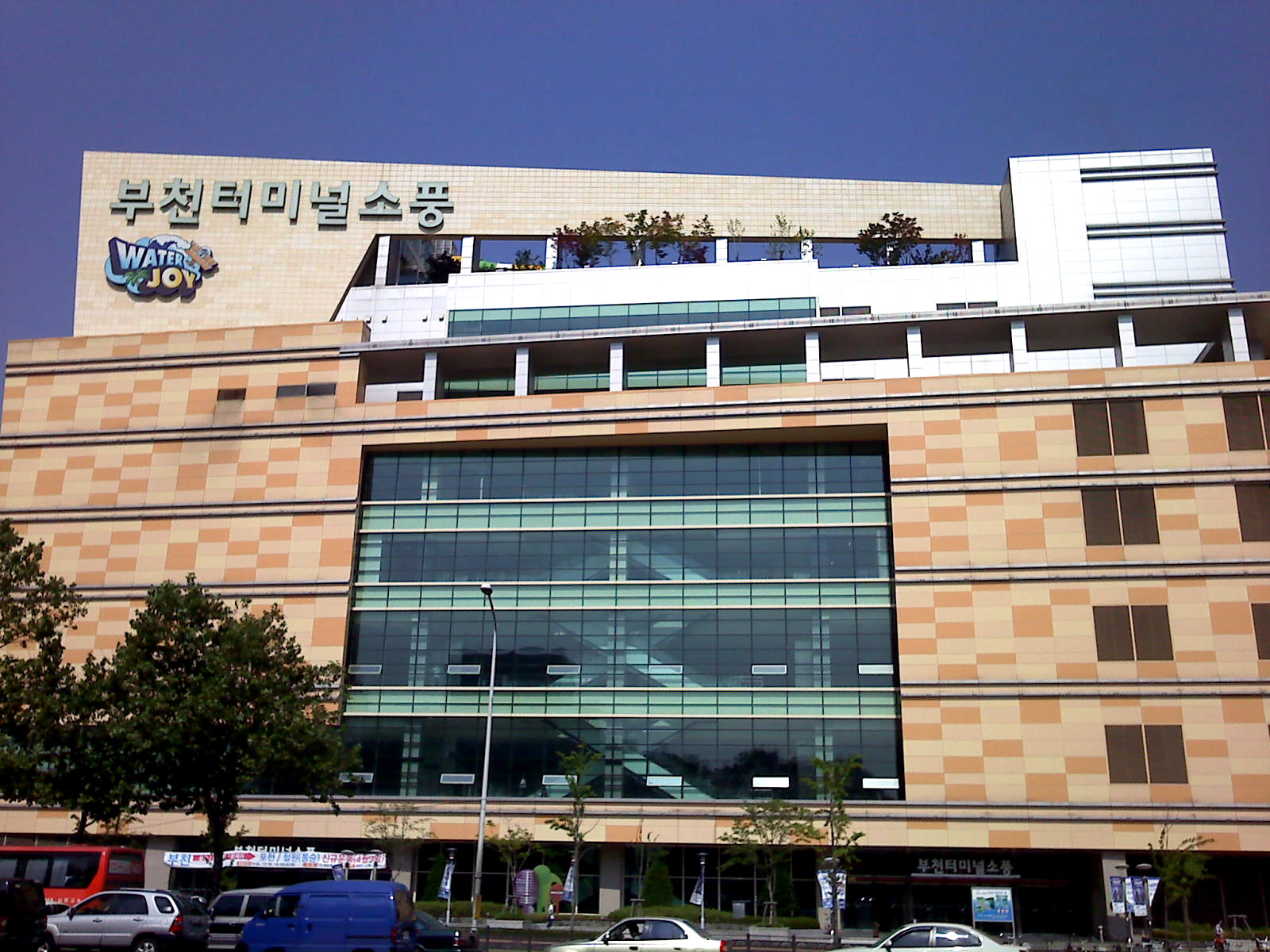
Bucheon Terminal Sopoong

Bucheon (Hán Việt: Phú Xuyên) là thành phố thuộc tỉnh tỉnh Gyeonggi, Hàn Quốc. Thành phố có diện tích 53,44 km², dân số là 827.374 người (năm 2020). 
Bucheon nằm giữa Incheon và Seoul.
Bucheon có Cao đẳng Bucheon, Cao đẳng Yuhan, khu trường sở của Đại học Công giáo Triều Tiên Bucheon, và Đại học Thần học.

## Các đơn vị hành chính
Thành phố được chia thành 3 gu, 3 quận này lại được chia thành 37 dong (phường)
| Tên       | Hangul | Hanja  |
| --------- | ------ | ------ |
| Ojeong-gu | 오정구 | 梧亭區 |
| Wonmi-gu  | 원미구 | 遠美區 |
| Sosa-gu   | 소사구 | 素砂區 |